# Michael Tötter
Michael Tötter (* 19. März 1958 in Recklinghausen) ist ein deutscher Kameramann.

## Leben
Michael Tötter begann Mitte der 1980er Jahre seine Tätigkeit als Kameraassistent. Seit 1997 ist er als freiberuflicher Kameramann tätig. Zu seinen Arbeiten gehören Fernsehfilme, Serien und Tatort-Episoden sowie Kinofilme. 2012 wurde er für die Episode Neues Ich der Serie Großstadtrevier für den Deutschen Kamerapreis nominiert.
Insgesamt wirkte er bei über 35 Produktionen mit.

## Filmografie (Auswahl)
- 1997: Die Feuerengel (Fernsehserie, 9 Folgen)
- 1999: Die Wache (Fernsehserie, 7 Folgen)
- 1999: Tatort: Strafstoß
- 2002: Stubbe – Von Fall zu Fall: Das vierte Gebot
- 2004: Tatort: Mörderspiele
- 2005: Die Schokoladenkönigin
- 2005: Der letzte Tanz
- 2006: Großstadtrevier (Fernsehserie, 3 Folgen)
- 2006: Die Liebe kommt selten allein
- 2007: Tatort: Spätschicht
- 2008: Die Schimmelreiter
- 2009: Dorfpunks
- 2010: Hochzeitspolka
- 2011: Pilgerfahrt nach Padua
- 2011: Der Himmel hat vier Ecken
- 2011: Tatort: Unter Druck
- 2012–2014: Mord mit Aussicht (Fernsehserie, 6 Folgen)
- 2015: Der Alte (Fernsehserie, 2 Folgen)
- 2015–2016: Herzensbrecher – Vater von vier Söhnen (Fernsehserie, 6 Folgen)
- 2018: Morden im Norden (Fernsehserie, 4 Folgen)
- 2020: Praxis mit Meerblick (Fernsehserie)
  - Alte Freunde (Folge 7)
  - Sehnsucht (Folge 8)
- 2022: Die Kanzlei – Reif für die Insel